# 死貓反彈

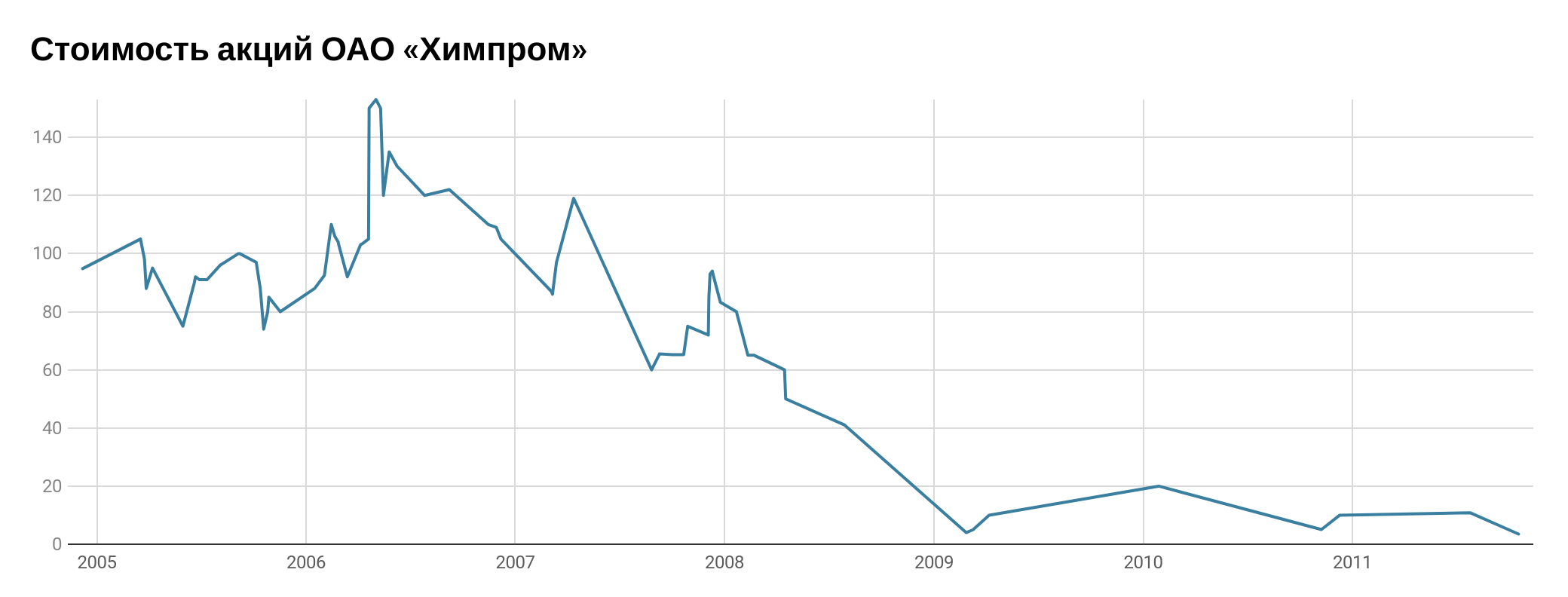
Khimprom Volgograd的股价，可以在2007年到2008年期间看到两下死猫反弹

死貓反彈（或稱「死貓式反彈」、「死猫跳」）是股票投資用語之一。表示股價大幅下跌後一時的小幅回升。由來於「從足夠高的地方掉下，即使是死貓也會反彈」，起源於华尔街。現在通常指大幅下跌後或持續跌幅中的小幅回升。

## 歷史
「死貓反彈」的由來是「從足夠高的地方掉下，即使是死貓也會反彈」。此用語在華爾街被多年使用。最初是1985年新加坡和马来西亚股市持續低迷不振期間中小幅回升時被使用。金融時報記者Horace Brag和Wong Sulong在報導中稱股價為「死貓反彈」。

## 变体与用法

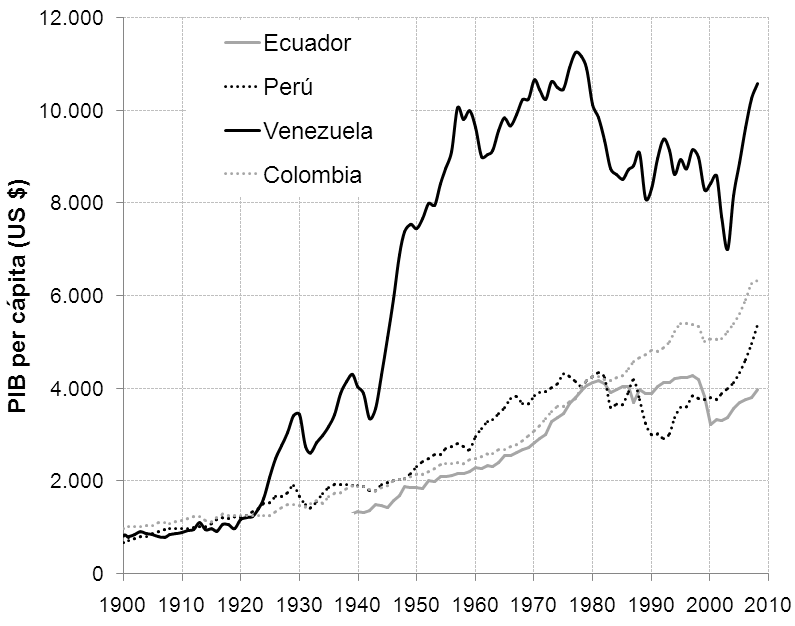
1980年至2000年间，委内瑞拉等经济体出现了死猫反弹。

该术语的标准用法是指股价在经历下跌后短暂上涨。在其他情况下，该术语专门用于指价值被认为较低的证券或股票。首先，这些证券过去表现不佳。其次，下跌是“正当的”，因为基础业务疲软（例如销售额下降或财务状况不稳定）。除此之外，该证券是否会随着条件（整体市场或经济）的好转而复苏还值得怀疑。
关于该术语定义的一些变体有：
- 处于严重下跌趋势中的股票从低点大幅反弹。[4]
- 熊市中出现小幅价格上涨，之后市场继续下跌。[5][6]

### 技术分析
“死猫反弹”价格形态可以用作股票交易中技术分析方法的一部分。技术分析将死猫反弹描述为一种持续形态，即当前的下跌趋势出现反转，随后出现显著的价格回升。价格未能继续向上，反而再次下跌，通常会超过此前低点。这种现象在发生时往往难以识别，就像市场的顶部和底部一样，通常只有事后才能识别出这种形态。

## 行为金融学视角
被称为“死猫反弹”的现象可以部分地用市场参与者或交易者的非理性和情绪化行为来解释。根据这一理论，投资者有时在把握市场时机方面可能并不理性或客观；然而，他们会受到认知偏差和情绪的影响，导致羊群行为、过度反应和反应不足。死猫反弹可能会捕获以下一些投资者的偏差：

### 锚定效应
锚定效应是指过度依赖某个固定的参考点，而不是根据最新信息调整预期。例如，过去出现的高点或低点，而不是关注宏观环境因素。一些投资者可能会将此信息解读为股票/商品在急剧下跌后被高估或低估，并希望以V型底的形式快速反弹。

### 确认偏差
确认偏差是指倾向于解释那些证实个人先入为主的信念或假设的信息，而忽略/摒弃重要的矛盾证据。这导致投资者选择性地相信他们认为支持其对所选股票乐观展望的信息。因此，他们将关键的负面信息轻描淡写为谣言或不重要。

### 过度自信
过度自信源于高估自身对特定股票或宏观环境的能力或知识，而低估了相关的不确定性和风险。过度自信导致投资者不分散投资，承担过高的风险，或拒绝在止损位卖出股票。
这些偏差，无论是单独存在还是组合存在，都可能造成一种反馈循环，在这种循环中，随着越来越多的投资者对相同的信号和情绪做出反应，市场的波动性和不可预测性会被放大。死猫反弹就是一个典型的例子，它是由交易员和投机者推动的反弹，他们押注于自己的乐观观点，而不是股票的内在价值或实际价值。这导致了一种虚假的复苏感，因为股票开始上涨，而随后价值的下跌反映了股票价值的实际供求动态。
为了抵消这些偏见，投资者应该实施一种有纪律且基于证据的投资方法，着眼于更长的时间框架，或进行多元化投资配置，如指数基金。这些方法更多地依赖于一套客观的标准来评估股票或市场的相对吸引力，例如市盈率、股息收益率或市值，而不是基于情绪进行交易。此外，它们强调了多元化、耐心和拥有长期视角的重要性，这可以减少短期波动和噪音的影响。通过了解可能导致“死猫反弹”的心理陷阱，投资者可以更有可能实现其财务目标，并避免代价高昂的错误。

## 成因
死猫反弹背后的原因很大程度上是以下效应的结果。通常是这些效应的组合导致了死猫反弹现象。

### 技术因素
技术因素，例如许多公司的空头头寸，可能有助于形成死猫反弹。当许多投资者买回股票以平仓空头头寸时，该股票的需求量会暂时增加，从而推高股价。此外，如果该股票在支撑价和阻力价之间存在稳定的、持续的、周期性的波动历史，那么低股价可能会导致投资者认为股价仍在遵循相同的趋势而买入股票。这与空头回补具有相同的效果，即价格会短暂上涨。

### 新闻和事件
与股票相关的积极消息可以暂时提振投资者情绪。这可能是合作协议或新产品的成果。反过来，即使股价下跌的根本原因没有改变，但这也会短暂地提振对该股票的需求。

### 市场情绪
市场情绪是指投资者对市场的态度。如果同一金融市场中的许多股票都呈现出积极的趋势，那么整个金融市场可能会受到投资者的青睐。“牛市”是指预计将经历价格上涨的市场。如果整个市场都经历需求增长，那么即使是价格下跌的股票也能从中受益。

### 市场操纵
市场操纵者使用的策略可能会被用来暂时抬高价格，以谋取私利。散布虚假谣言或进行“拉高出货”等策略将导致价格短暂上涨。